# Live Dates
Live Dates je prvním koncertním albem, které skupina Wishbone Ash vydala
v roce 1973.
Po vydání tohoto alba skupinu opustil zakládající člen Ted Turner.

## Seznam stop
1. "The King Will Come" [A] – 7:44
2. "Warrior" [C] – 5:57
3. "Throw Down the Sword" [C] – 6:08
4. "Rock 'n Roll Widow" [B] – 6:08
5. "Ballad of the Beacon" [B] – 5:22
6. "Baby What You Want Me to Do" [D] – 7:48
7. "The Pilgrim" [B] – 9:14
8. "Blowin' Free" [A] – 5:31
9. "Jail Bait" [A] – 4:37
10. "Lady Whiskey" [B] – 5:57
11. "Phoenix" [A] – 17:23

## Poznámka
Toto koncertní double album bylo nahráno v průběhu června 1973 v následujících lokalitách označených indexy: Croydon Fairfield Halls,[A] Reading University,[B] Newcastle City Hall,[C] a Portsmouth Guildhall.[D], za použití The Rolling Stones Mobile Recording Studio.

## Obsazení
- Andy Powell – kytara, zpěv
- Ted Turner – kytara, zpěv
- Martin Turner – baskytara, zpěv
- Steve Upton – bicí